# Palawanblåfågel
Palawanblåfågel (Irena tweeddalii) är en fågelart i familjen blåfåglar inom ordningen tättingar.

## Utbredning och systematik
Fågeln förekommer enbart i västra Filippinerna på Palawan, Balabac och Calamianöarna. Den kategoriserades ofta tidigare som underart till indisk blåfågel (Irena puella), men urskiljs sedan 2016 som egen art av Birdlife International och IUCN, sedan 2021 även av tongivande International Ornithological Congress (IOC).

## Status
Den kategoriseras av IUCN som nära hotad.